# Don’t Buy This
Don’t Buy This ist eine Zusammenstellung von fünf besonders schlechten Computerspielen für den Sinclair ZX Spectrum.

## Beschreibung

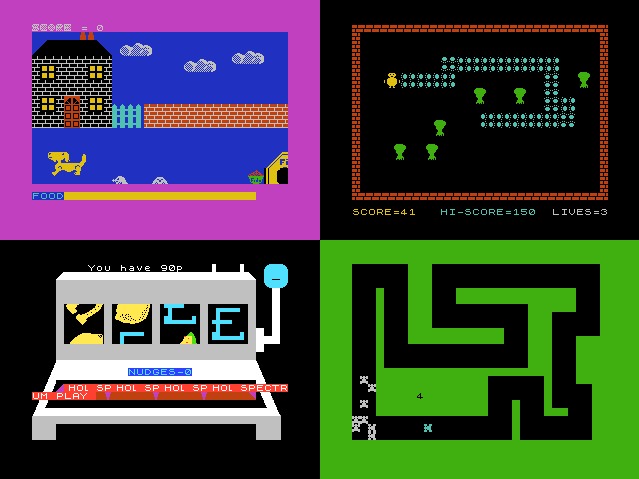
Im Uhrzeigersinn: Fido, Weasel Willy, Race Ace, und Fruit Machine

Nachfolgend sind alle Spiele aufgelistet, welche auf der Kassette gespeichert sind. Diese Titel wurden dem Publisher tatsächlich von diversen Entwicklern eingereicht und waren eigentlich nicht zur Veröffentlichung vorgesehen. Diese Kompilation ist ein Budget-Titel.

### Enthaltene Spiele

#### Fido 1
Im Actionspiel Fido 1 muss der Spieler einen Hund (der einem Dackel ähnelt) steuern. Ziel des Spiels ist es mittels wedeln der Rute den Garten und seinen Futternapf vor Maulwürfen zu schützen. Dabei muss auch Vögeln ausgewichen werden und regelmäßig gefressen werden, um die Lebensenergie aufzufüllen. Mit jedem Level steigt der Schwierigkeitsgrad an. Ziel des Spiels ist das Erreichen einer möglichst hohen Punktzahl.

#### Fido 2: Puppy Power
Im Nachfolger wurde der Aktionsradius erhöht (so kann Fido jetzt auch nach oben und unten laufen). Außerdem wurde der Schwierigkeitsgrad durch mehr Vögel in den Level erhöht.
Programmierer des Spiels war J. Woodcock, die Grafik schuf S. Wilson.

#### Fruit Machine
Bei diesem Spiel handelt es sich um einen einfachen Spielautomaten, der Spieler startet mit £ 1, jede Drehung kostet 10 Pence. Man kann solange spielen, wie man Geld hat. Ein Spielziel existiert nicht.
Programmiert wurde es von A. Beveridge und Richard Hutchison.

#### Race Ace
Hierbei handelt es sich um ein einfaches Rennspiel aus der Draufsicht mit einer einzigen Rennstrecke. Die Rundenzahl kann beliebig eingestellt werden, muss jedoch mindestens drei betragen. Der Rennwagen lässt sich nur im rechten Winkel steuern.

#### Weasel Willy
Der Spieler steuert ein Wiesel, das zufällig erscheinenden Bäumen ausweichen muss. Manchmal startet der Spieler direkt in einem Baum und man verliert sofort ein Leben.
Es wurde von R. Harrington programmiert.

## Kritiken
In Deutschland wurde das Spiel wohl nur von der Happy Computer getestet. Die Empfehlung geht darauf hinaus, dass man gut unterhalten wird, wenn man die Titel nicht ernst nimmt. Eine Wertung wurde nicht vergeben.

## Kommerzieller Erfolg
Laut dem Test aus der HC 12/85 war das Spiel einige Wochen hoch in den britischen Verkaufscharts platziert.